# Llanfoist
Llanfoist är en by i Monmouthshire i Wales. Byn är belägen 38,2 km 
från Cardiff. Orten har 1 562 invånare (2016).